# Grantham (Australien)
Grantham ist eine kleine Ortschaft mit etwa 202 Einwohnern im Lockyer Valley von Queensland, Australien. Der Ort liegt 100 km westlich von Brisbane, der Hauptstadt von Queensland, und 31 km von Toowoomba entfernt.

## Überflutung
Am 10. Januar 2011 wurde Grantham Opfer einer großen Flutkatastrophe, die in Queensland von Jahresende 2010 bis Mitte Januar 2011 auch an anderen Stellen zu erheblichen Zerstörungen führte. 12 Personen verloren ihr Leben und zahlreiche Häuser sowie Gebäude wurden zerstört. Nahezu die gesamte Ortschaft wurde zerstört und durch die Sturzflut dem Erdboden gleichgemacht. Nach der Flut besuchten mehrere hochrangige Politiker die Gemeinde, einschließlich der Premierministerin von Queensland, Anna Bligh und Australiens Generalgouverneurin Quentin Bryce
Im Mai 2011 wurde verkündet, dass die zerstörten Teile der Stadt an einer höheren Stelle neu aufgebaut werden können. Eine Grundstücksfläche wurde von der Regierung zur Verfügung gestellt, wo Grundstückseigentümer freiwillig eine gleich große Fläche eintauschen konnten. Die Regierung erleichterte den Genehmigungsprozess für die entsprechenden Bauvorhaben.